# Vanguard 2
De Vanguard 2 was een van de eerste Amerikaanse kunstmatige satellieten. Deze satelliet werd gelanceerd in 1959, de eerste jaren van de ruimtevaart. Doel van deze vlucht was de verdeling van wolken vastleggen op delen van het aardoppervlak die door de zon werden beschenen.

## Opbouw
Vanguard 2 was een magnesium bol met een diameter van 50,8 cm en een gewicht van 9,8 kg. De binnenkant was met goud bedekt. De buitenkant met een aluminium laag met een coating van siliciumdioxide, met voldoende dikte om als isolatielaag voor de boordinstrumenten te dienen. Voor communicatie beschikte de bol over een 1 W sterke zender op een frequentie van 108,03 MHz voor verzenden van gegevens; daarnaast een bakensignaal van 10 mW op 108 MHz, dat voortdurend een signaal uitzond om de satelliet te kunnen blijven volgen. Op commando van de grond zond een radio-ontvanger de op een bandrecorder opgeslagen telescoopgegevens naar de Aarde.
De Vanguard 2 was uitgerust met twee optische telescopen met twee fotocellen. Deze moesten het wolkendek tussen de evenaar en 35 à 45° N in kaart brengen. Dit ging vrij eenvoudig, aangezien wolken ± 80%, continenten 15 à 20% en water 5% zonlicht weerkaatst. Door de beweging van de kunstmaan kon deze het aardoppervlak in stroken scannen. De op zonnestroom (kwikaccu's) functionerende recorder sloeg slechts gegevens op als de satelliet zich boven het door de zon verlichte gedeelte van het aardoppervlak bevond. Per omloop sloeg deze 50 minuten aan gegevens op. Op commando van de grond seinde Vanguard 2 de vastgelegde data in 60 seconden naar de aarde, waarna de band werd gewist en teruggespoeld.
Omdat deze kunstmaan bolvormig was, werd ze tevens gebruikt om de dichtheid van de atmosfeer te bepalen in samenhang met vlieghoogte, breedtegraad, seizoen en zonneactiviteit. Ze was de eerste satelliet die het wolkendek observeerde en vastlegde en aldus de voorloper van de satellieten uit de TIROS-serie, die in de jaren daarna pionierswerk zouden verrichten op het gebied van meteorologie. Tevens was deze de eerste "zware" Vanguard. De toenmalige stand van de ruimtevaarttechniek, vooral de Amerikaanse, stond nog op een laag niveau en men was letterlijk blij met iedere kilo die mee omhoog kon.

## Vluchtverloop
Vanguard 2 werd gelanceerd op 17 februari 1959 met een Vanguard draagraket vanaf Cape Canaveral. De baan met een omlooptijd van 125,6 minuten kende een hoogste punt van 3320 km en een laagste punt van 559 km, bij een inclinatie van 32,88°. De excentriciteit bedroeg 0,166.
Helaas kende deze missie geen onverdeeld succes. Weliswaar stabiliseerde de kunstmaan zich door met 50 omwentelingen per minuut om zijn as te draaien, maar achtergebleven resten vaste brandstof uit de derde trap ontbrandden alsnog, haalden de satelliet in en wijzigden door de botsing zijn draai-as. Hierdoor werd de wetenschappelijke waarde van de ontvangen telescoop-gegevens aanzienlijk lager. De data betreffende atmosferische dichtheid leverden een redelijk nauwkeurig resultaat: de atmosferische dichtheid tijdens perigeum kon men vaststellen door zowel optisch als met radar en aan de hand van opgevangen radiosignalen de positie van de kunstmaan te bepalen.
De Vanguard 2 zond 19 dagen lang gegevens naar de Aarde. Momenteel bevindt ze zich nog steeds in een baan om de Aarde; naar verwachting zal ze ± 300 jaar na lancering terugkeren en verbranden in de atmosfeer.
TV3 · TV3 back-up · 1 · TV5 · SLV1 · SLV2 · SLV3 · 2 · SLV5 · SLV6 · 3